# Дютман, Петер
Пе́тер Дю́тман (нем. Peter Düttmann; 23 мая 1923, Гисен, Гессен — 9 января 2001, Эхтердинген, Баден-Вюртемберг) — немецкий ас люфтваффе Второй мировой войны.
Одержал 152 воздушные победы (все на Восточном фронте) в 398 боевых вылетах. Летал на «Bf-109». Награждён Рыцарским крестом Железного креста.

## Военная карьера
7 мая 1943 года Дютман был зачислен в ряды JG 52 и получил назначение в её 5-ю эскадрилью. Он прослужил в этом подразделении до самого конца войны и скоро стал одним из самых результативных пилотов эскадрильи, наряду с Гейнцем Эвальдом и Гейнцем Заксенбергом. Дютман одержал свою первую воздушную победу 21 мая 1943 года. Сам он вспоминал:

На это задание я должен был лететь в качестве ведомого Отто Фёнекольда. Он мне сказал: «Сегодня ты собьёшь своего первого.» Я ответил: «Ничего не имею против!» Мы вылетели из Анапы и полетели на восток. Всё дальше и дальше. Я уже начал беспокоиться — куда это мы? Километров в ста от линии фронта мы наконец заметили внизу какое-то движение. Отто начал снижаться, я, естественно, за ним. Похоже, тут находилась лётная школа. В воздухе кружила целая куча бипланов У-2. Отто сбил одного, а я другого. Насколько я могу сегодня помнить, я даже не попал в эту «посудину». Похоже, пилот был просто сильно напуган и совершил аварийную посадку, перевернувшись на земле. Я хорошо видел, как лётчик выскочил из кабины живой и невредимый. Итак, я получил свою первую победу. Когда мы долетели до нашего аэродрома, то все были очень удивлены, когда два стодевятых победно покачали крыльями над взлётной полосой в знак победы, поскольку уже несколько дней на нашем участке ничего не происходило. «Смотри-ка, они кого-то сбили. Где это они умудрились найти?..» Первый же вопрос на земле был: «Кого вы сбили?» «Каждый по одному У-2!» Позднее эти машины мы стали называть Поликарпов По-2. Они постоянно крутились в нашем районе и очень нам досаждали. «И вы собираетесь официально заявить о сбитых?» «Да», ответил Отто, "Только это случилось очень далеко за линией фронта, порядка 100 км». Это несколько уняло недоверчивую сердитость наших товарищей. Однако я, как полагалось по традиции люфтваффе после первого сбитого или первого самостоятельного полёта, всё же получил как следует по заднице. Как правило, находили низкую скамеечку или табуретку, кто-нибудь садился на неё и брал голову «именинника» в свои руки, а вся остальная команда по очереди лупили его по заду. Процедура точно так же проводилась после повышения в звании, вручения наград и прочего и имела хорошее психологическое значение. Оппля, вернись на землю и не задирай нос!
Таким образом, я был наставлен на путь истинный.

До конца года Дютман довёл свой счёт до 25 сбитых самолётов противника. 11 июля 1943 года во время атаки немцами группы советских бомбардировщиков «Дуглас А-20 Бостон» машина немецкого аса была подбита точной очередью хвостового стрелка одного из самолётов противника. Дютман вышел из боя, и ему пришлось совершить вынужденную посадку на воду. 9 августа этого же года Дютмана снова сбивают — на этот раз ему приходится сажать свой самолёт на брюхо в межфронтовой полосе. В ежедневной сводке его объявляют пропавшим без вести, но немецкий ас смог выбраться к своим, и это «путешествие» заняло у него 17 часов. И завершением этого неудачного лета для Дютмана стала его очередная аварийная посадка на фюзеляж 23 августа, после того, как его «мессершмитт» сбили советские зенитки.
В марте 1944 года Дютман одержал 18 воздушных побед, 22 — в апреле и ещё 14 — в мае. 7 мая 1944 года он сбивает сразу 9 самолётов противника, доведя свой личный счёт до 91 победы. После этого командование, видя крайнюю истощённость лётчика, отправило аса в отпуск, из которого он вернулся в сентябре 1944 года. Своей сотой победы Петер добивается 24 сентября этого же года. 13 ноября он был сбит бортовым стрелком советского «Ил-2», после чего выпрыгнул с парашютом из своего горящего самолёта на высоте около 300 метров. Приземлился Дютман во вражеском тылу, но ему опять повезло — он сумел выйти к немецким позициям. То же самое с ним произошло 3 марта 1945 года — самолёт был вновь сбит зенитками. На этот раз Петеру потребовались сутки для возвращения в свою часть.
23 декабря 1944 года Петера Дютмана назначают на должность командира 5-й эскадрильи JG 52.
Свою последнюю воздушную победу ас одержал 26 апреля 1945 года.
Всего за два года своей службы на Восточном фронте Дютман совершил 398 боевых вылетов, в течение которых сбил 152 самолёта противника (9 за один день), а также уничтожил два советских танка «Шерман». Всего же личный счёт воздушных побед немецкого аса включает в себя 38 штурмовиков «Ил-2», 8 бомбардировщиков «Дуглас А-20 Бостон», 5 румынских самолётов и 98 советских истребителей.
Был сбит или совершал вынужденные посадки 17 раз, но ни разу не был ранен.
Ас был награждён Рыцарским крестом, к концу войны рекомендовался награждению Дубовыми листьями, но по неизвестным причинам его кандидатура была отклонена.
Петер Дютман скончался 9 января 2001 года в возрасте 77 лет.

## Награды
- Почётный кубок люфтваффе (8 февраля 1944)[5]
- Немецкий крест в золоте (15 апреля 1944)
- Рыцарский крест Железного креста (9 июня 1944) — лейтенант, пилот 5-й эскадрильи JG 52[6]